# Gustavia monocaulis

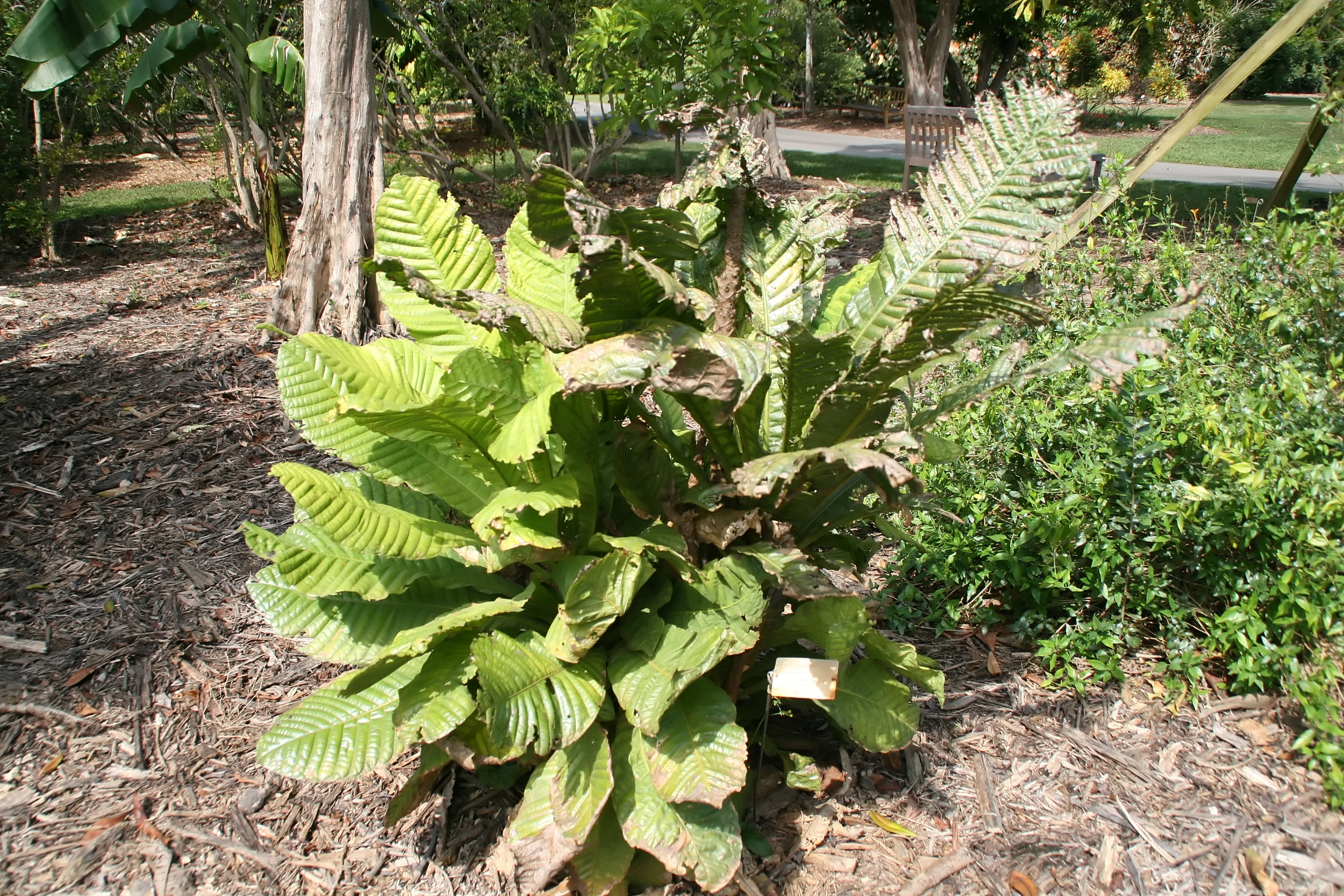
Gustavia monocaulis na natureza

Gustavia monocaulis é uma espécie de lenhosa da família Lecythidaceae.
Pode ser encontrada nos seguintes países: Colômbia e Panamá.
Está ameaçada por perda de habitat.